# Eduardo Pedrazzini
Eduardo Inocencio Baltasar Pedrazzini (n. 3 de enero de 1894, Ciudad de Rosario, Provincia de Santa Fe - † 19 de diciembre de 1948, San Nicolás de los Arroyos, Provincia de Buenos Aires) fue un empresario automovilístico y piloto argentino de automovilismo de velocidad. Es recordado en la historia automovilística argentina por haber sido el primer campeón argentino del Gran Premio Argentino de Velocidad, que diera origen al Turismo Carretera. Durante mucho tiempo, fue propietario de una concesionaria de automóviles Ford en la localidad de San Nicolás, a través de la cual dio forma a su actividad empresarial. Gracias a ella forjó su corta pero histórica carrera deportiva. Nació en la localidad de Rosario, pero se radicó finalmente en San Nicolás, donde viviría los últimos años de su vida.

## Biografía
A pesar de haber nacido en la Ciudad de Rosario, Provincia de Santa Fe, emigró más tarde y se radicó en la localidad de San Nicolás de los Arroyos, en la Provincia de Buenos Aires. Allí se establecería y forjaría su vida emparentándose con los automóviles, al establecer una concesionaria de la marca Ford. Gracias a ella conocería y sería partícipe de los albores del automovilismo, al ser partícipe de diferentes carreras de Grandes Premios Argentinos. Sin embargo, su historia no sería escrita hasta iniciado el año 1937, cuando tras la firma de la Dirección Nacional de Vialidad del decreto del día 20 de junio de 1937, se dio luz verde a la organización del primer Gran Premio Argentino de Velocidad, una competencia destinada a automóviles de turismo con más de 1000 km de extensión. Fueron los albores del Turismo Carretera, una categoría que lo tendría a Pedrazzini como el primero de una larga lista de hombres que inscribieran su nombre en la historia del automovilismo nacional.

### Pedrazzini entre los pioneros
Indefectiblemente, la vida de Pedrazzini estaría ligada con los albores del automovilismo nacional. Tal es así que tras la firma del decreto de creación del Gran Premio Argentino de Velocidad, presentado el día 20 de junio de 1937, fue uno de los primeros en animarse a participar en esta aventura, que proponía unir a lo largo de más de 1000 km, rutas y caminos de la República Argentina. Su participación, como no podía ser de otra manera, se desarrolló a bordo de una unidad Ford V8, de su propiedad. El reglamento de esta nueva disciplina, estipulaba la formación de tripulaciones de hasta dos personas por vehículo. Por tal motivo, la butaca derecha de su Ford sería ocupada por un gran amigo suyo, llamado Liberato Fernández. El Gran Premio, proponía la organización de una competencia de más de 1000 km de recorrido, destinada a automóviles denominados "de turismo" o "de paseo", quedando exceptuados de esta grilla los denominados "autos sport" o de carrocería abierta. A las 00:01 (hora Argentina), del día 5 de agosto de 1937, el entonces Presidente de la Nación Agustín P. Justo dio la señal de largada del Gran Premio al primer participante, que fuera Arturo Kruuse. De aquella epopeya, Pedrazzini sería participante junto a otros 68 competidores, entre los que se destacaban Ernesto Blanco, Julio Pérez, Tadeo Taddía, Héctor Suppici Sedes, Rodrigo Daly, el chileno Lorenzo Varoli y Ángel Lo Valvo, quien tras 6.894 kilómetros se convertiría en el primer ganador de la historia del futuro TC, al comando de un Ford V8 e identificándose con el seudónimo "Hipómenes".